# Streitkräfte von Malawi
Bezeichnung der Streitkräfte Malawis ist englisch Malawian Defence Force; kurz: MDF, die für die Verteidigung Malawis zuständig ist und entstand aus den britischen King’s African Rifles, einer Kolonialeinheiten.

## Malawische Armee
Vor der Unabhängigkeit war Malawi im Rahmen der kolonialen Strukturen Großbritanniens auf dem afrikanischen Kontinent in die Föderation von Rhodesien und Njassaland eingebunden, da die britische koloniale Militärlogistik nicht regionale, sondern auf kontinentale Ebene von britisch Afrika betrachtet wurde. Malawi erlangte 1964 die Unabhängigkeit vom Vereinigten Königreich, und die Streitkräfte entstanden aus den Malawi Rifles, als 1. Bataillon, King's African Rifles, nachfolgend The Malawi Rifles (King’s African Rifles), Stärke von 2.000 Mann, und waren in der Cobbe-Kaserne in Zomba stationiert, die nach dem britischen General Alexander Cobbe VC benannt wurde, der mit den King's African Rifles gedient hatte.
Am 6. Juli 1966 wurde Malawi eine Republik, Kamuzu Banda wurde der erste Präsident. Nach der feierlichen Vereidigung verlieh er dem Bataillon seine Präsidentenfarbe und die neue Regimentsfarbe. Sie stand unter der Leitung von Brigadier Paul Lewis, einem im Ausland lebenden Briten. Bis zu diesem Jahr scheint es, dass vielleicht 60 % der Offiziere im Bataillon ehemalige non-commissioned Officers waren.
Malawi war während des mosambikanischen Unabhängigkeitskrieges mit Portugal verbündet, und die malawische Armee arbeitete daher mit dem portugiesischen Militär zusammen, um die mosambikanisch-malawische Grenze zu sichern und die FRELIMO-Rebellen zu verhaften. Nach dem Sieg der FRELIMO und der Unabhängigkeit Mosambiks traten mehrere portugiesische Kolonialgeheimdienstagenten sowie FRELIMO-Deserteure in die malawische Armee ein.
In einem deklassierten Bericht der Defense Intelligence Agency aus dem Jahr 1985 heißt es, dass "es auch eine Militärakademie gibt, die wahrscheinlich eine der besten, am effizientesten organisierten und betriebenen militärischen Ausbildungsstätten in Subsahara-Afrika ist. Es führt Rekrutenschulungen, zahlreiche Kurse für Rekruten, Offizierskadettenkurse, einen Zugführerkurs, einen Kompaniekommandantenkurs , Kommunikationskurse, Unteroffizierskurse, einen Catering-Kurs durch und wird in Zukunft einen Stabsoffizierskurs hinzufügen". Dieselbe Quelle führte den Befehlshaber der Armee als General Melvin Khanga auf, mit dem stellvertretenden Befehlshaber, Generalleutnant Issac Yohane, und dem Direktor der Ausbildung, Generalmajor Wilfred Mponela.
Die Malawische Armee besteht nun aus zwei Infanterieregimentern und einem Fallschirmregiment. Das Militär ist unter der Zuständigkeit des Verteidigungsministeriums organisiert. Die IMET-Ausbildungsdokumentation des Außenministeriums der USA aus dem GJ 2003 gibt an, dass die Vereinigten Staaten Armeepersonal vom 2. Bataillon, Malawi Rifles, 3. Bataillon, Malawi Rifles (Moyale Barracks), dem Fallschirmbataillon und dem Kampfunterstützungsbataillon (Mvera) ausgebildet haben.
1993 spielte die Armee eine entscheidende Rolle bei der Zerschlagung der Diktatur von Kamuzu Banda. Nachdem Banda Mehrparteienwahlen angekündigt hatte, griff die Armee ein, indem sie den paramilitärischen Flügel von Banda, die Malawi Young Pioneers, in einer Nacht während einer Operation namens "Bwezani", was "zurücknehmen" oder "zurückkehren" bedeutet, zerschlug. Dieses Ereignis markierte einen entscheidenden Punkt in der Ideologie der Malawischen Armee, der nun folgen sollte. Es zeigte sich, dass die malawische Armee selbst keine politischen Bestrebungen hat und den demokratischen Prozess in Malawi unter Führung von Zivilisten ermöglichte.
Am 5. April 2012, als Präsident Bingu wa Mutharika starb, gab es Gerüchte über einen versuchten Putsch, der verhindern sollte, dass die Vizepräsidentin Joyce Banda Präsidentin wird, wie in der Verfassung vorgesehen. Das Militär unter General Henry Odillo schaltete sich ein und gelobte, die Verfassung Malawis zu unterstützen und aufrechtzuerhalten. Berichten zufolge haben sie während der Nachricht von Mutharikas Tod Sicherheitskräfte in Bandas Residenz stationiert. Dieses Maß an Professionalität hatte eine direkte Auswirkung auf den reibungslosen Machtwechsel.
Malawi hat die ersten Abkommen über den Beitritt zur SADC Standby Brigade, der südafrikanischen Komponente der afrikanische Bereitschaftstruppe, unterzeichnet.
Die Truppeninterventionsbrigade der Stabilisierungsmission der Organisation der Vereinten Nationen in der Demokratischen Republik Kongo wurde vom Sicherheitsrat der Vereinten Nationen am 28. März 2013 durch die Resolution 2098 autorisiert. Die ersten 2.550 Soldaten stammten zu gleichen Teilen aus Malawi, der tansanischen und der südafrikanischen Armee.

### Bewaffnung

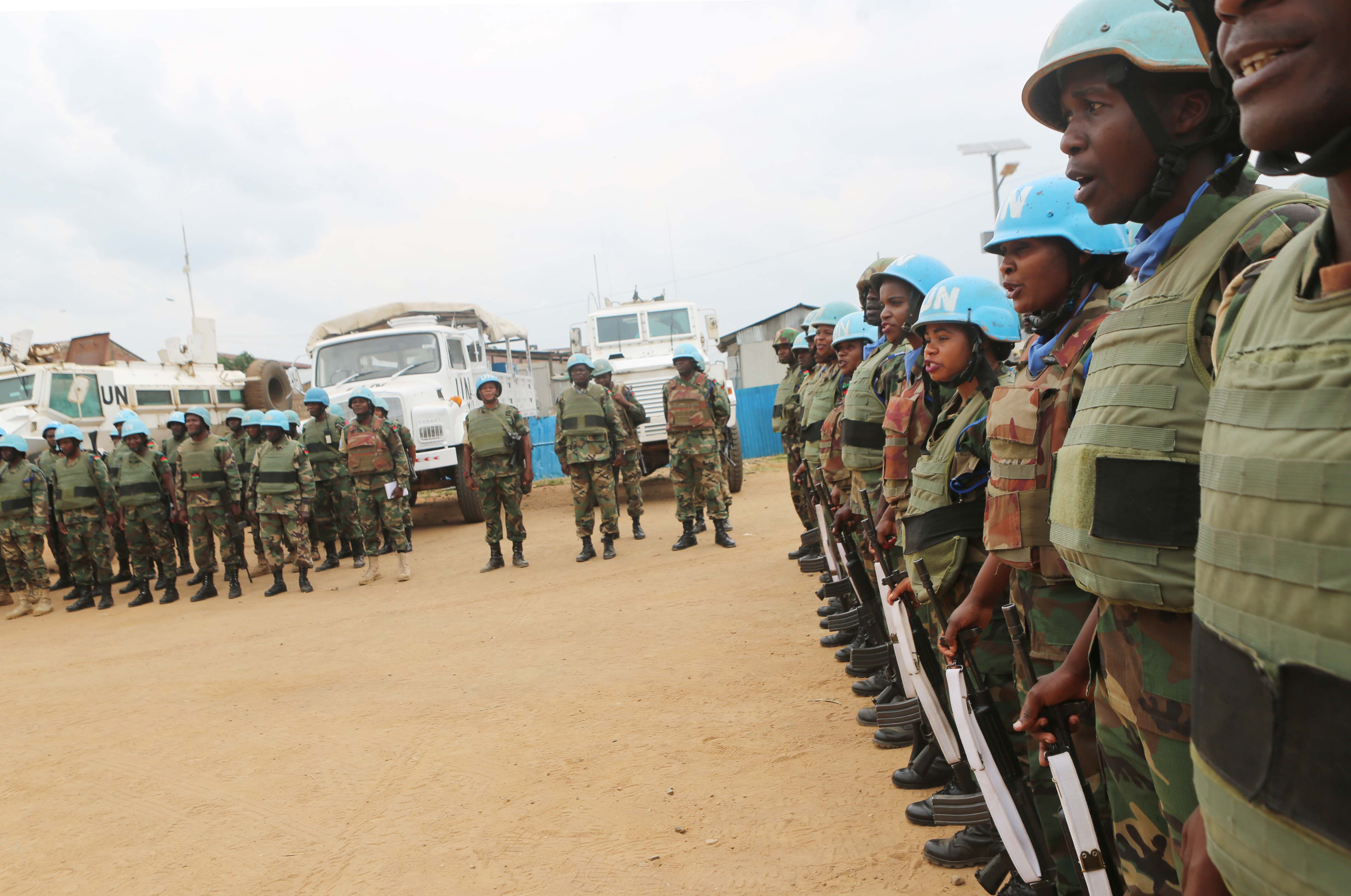
Malawische Soldaten im Dienst der UN-Friedenstruppe in der Demokratischen Republik Kongo, 2018

| Name                      | Typ               | Herkunft               | Foto |
| ------------------------- | ----------------- | ---------------------- | ---- |
| FN Browning HP            | Selbstladepistole | Belgien                |      |
| Lee-Enfield               | Repetiergewehr    | Vereinigtes Königreich |      |
| Sterling-Maschinenpistole | Maschinenpistole  | Vereinigtes Königreich |      |
| Daewoo K2                 | Sturmgewehr       | Südkorea               |      |
| Vektor R5                 | Sturmgewehr       | Südafrika              |      |
| FN FAL                    | Kampfgewehr       | Belgien                |      |
| Heckler & Koch G3         | Kampfgewehr       | Deutschland            |      |
| L1 A1                     | Kampfgewehr       | Vereinigtes Königreich |      |
| PK                        | Maschinengewehr   | Sowjetunion            |      |

#### Fahrzeuge
| Typ         | Herkunft               | Funktion   | Anzahl |
| ----------- | ---------------------- | ---------- | ------ |
| Eland 90    | Südafrika              | Spähpanzer | 30     |
| Ferret      | Vereinigtes Königreich | Spähpanzer | 8      |
| FV721 Fox   | Vereinigtes Königreich | Spähpanzer | 20     |
| RAM-2000    | Israel                 | Spähpanzer | 8      |
| Casspir     | Südafrika              | MRAP       | 14     |
| Marauder    | Südafrika              | MRAP       | 9      |
| PUMA M26-15 | Südafrika              | MRAP       | 8      |

#### Artillerie und Flugabwehrwaffen
| Typ            | Herkunft               | Kaliber | Funktion        | Anzahl |
| -------------- | ---------------------- | ------- | --------------- | ------ |
| L118 Light Gun | Vereinigtes Königreich | 105 mm  | Haubitze        | 9      |
| L16            | Vereinigtes Königreich | 81 mm   | Mörser          | 82     |
| M3             |                        | 81 mm   | Mörser          | 16     |
| ZPU-4          | Sowjetunion            | 14,5 mm | Maschinengewehr | 40     |
|                |                        | 12,7 mm | Maschinengewehr | 32     |

## Luftwaffe
Die malawische Luftwaffe wurde 1976 mit deutscher Hilfe mit der Lieferung von sechs einmotorigen Dornier Do 27 und acht zweimotorigen Do 28 in den Jahren 1976-1980 gegründet. Ebenfalls in dieser Zeit erhielt die Luftwaffe eine Alouette III, eine AS 350 und eine AS 355 Ecureuil sowie drei SA 330 H/L Puma-Hubschrauber aus Frankreich. Eine einzige BAe 125-800 wurde 1986 geliefert. Zwischen 1986 und 1989 wurden vier Dornier 228, leichte zweimotorige Turboprops, angeschafft, teilweise um den Ersatz der älteren Dornier-Produkte zu ermöglichen. Im Jahr 1990 wurden zwei Douglas DC-3-Turboprops aus den USA geliefert.

### Luftfahrzeuge im Jahr 2020

Kokarde der Luftwaffe

| Luftfahrzeug            | Herkunft    | Typ                  | Variante  | Im Dienst | Notizen   |
| Transport               | Transport   | Transport            | Transport | Transport | Transport |
| ----------------------- | ----------- | -------------------- | --------- | --------- | --------- |
| Dornier 228             | Deutschland | Transport            |           | 3         |           |
| Hubschrauber            |             |                      |           |           |           |
| Airbus Helicopters H125 | Frankreich  | Light Utility        |           | 2         |           |
| Eurocopter Fennec       | Frankreich  | Transport            |           | 1         |           |
| Aérospatiale AS 332     | Frankreich  | Transport            |           | 1         |           |
| Aérospatiale Gazelle    | Frankreich  | Leichter Angriff     | SA341     | 2         |           |
| Aérospatiale SA 330     | Frankreich  | Versorgung/Transport |           | 2         |           |

### Ausgemusterte Flugzeuge

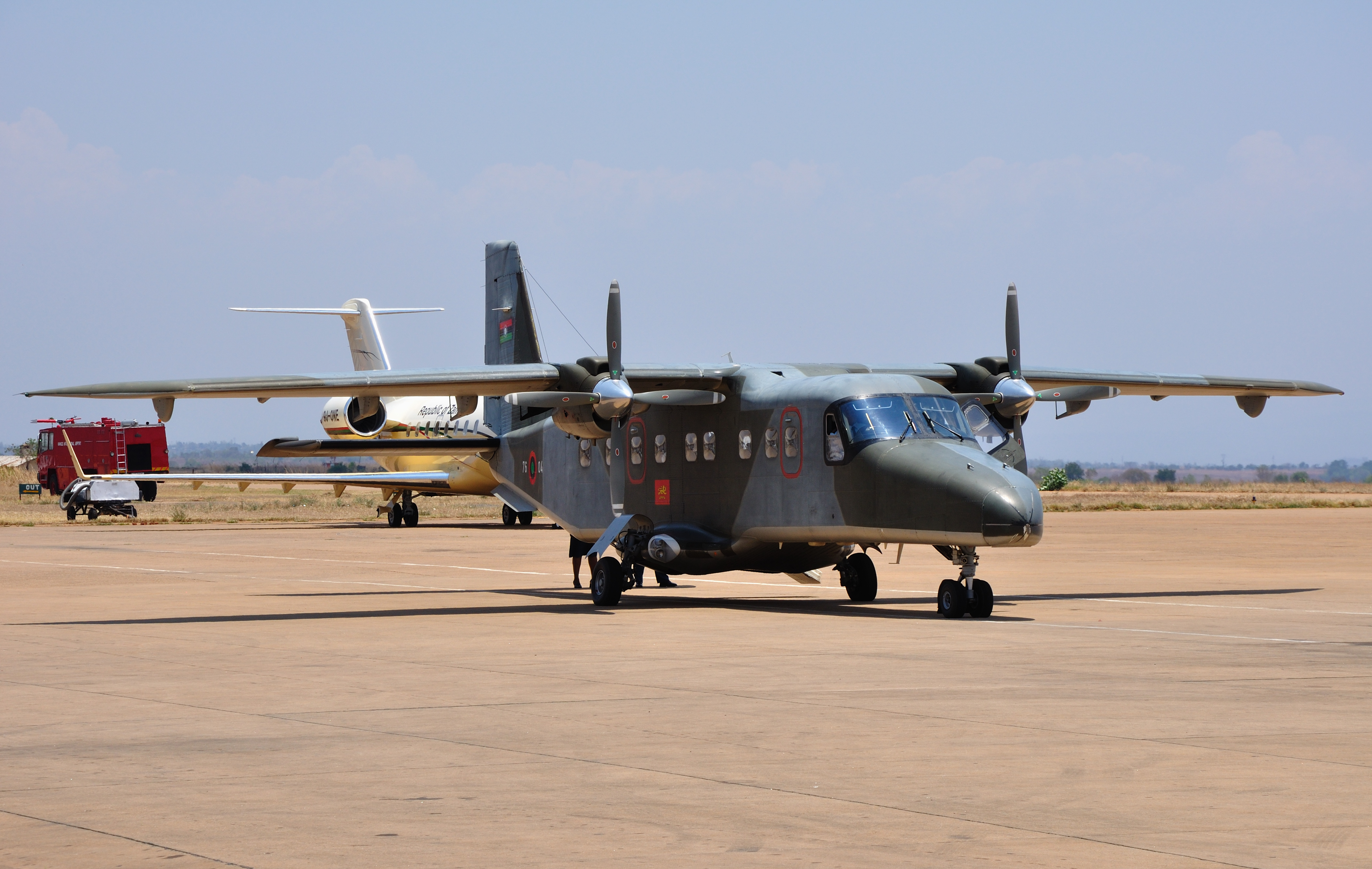
Eine Dornier 228 der malawischen Armee

Zu den bisherigen Flugzeugen, die eingelagert oder ausgemustert wurden, gehören die Basler BT-67, British Aerospace 125, Hawker Siddeley 125, King Air 90, AS365 Dauphin und die Alouette III.

## Marine
Als Binnenland verfügt Malawi über eine sehr kleine Marine ohne nennenswerte Militärfahrzeuge. Die Seestreitkräfte Malawis operieren nur auf dem Malawisee und sind in der Monkey Bay stationiert. Die malawische Marine wurde Anfang der 1970er Jahre mit Hilfe der portugiesischen Marine organisiert, die einen Teil ihrer Boote der Nyassa-Flottille abtrat, die von der damaligen portugiesischen Provinz Mosambik aus operierte. In einigen Fällen waren die Kanonenboote der malawischen Marine zunächst mit Portugiesen besetzt. Im Jahr 2020 zählte die Marine 220 Mitarbeiter und betrieb die folgenden Schiffe:
- Patrouillenboote
- 1 Hafenpatrouillenboot der Namacurra-Klasse (P 704 Kaning'a, ehemals Y 1520), 1988 aus Südafrika überführt[16]
- 1 Patrouillenboot der Antares-Klasse (P 703 Kasungu, ehemals Chikala), außer Dienst seit 1993[16]
- Service Craft
- 1 mechanisiertes Landungsboot unbekannten Typs (P 702 Chikoko I), Datum der Übernahme unbekannt[16]
- 12 Buccaneer Inflatables Buccaneer Legend-Schlauchboote mit starrem Rumpf, die seit 1993 in Betrieb sind[16]